# Power10
Power10 és una família de microprocessadors superescalar, multiprocessador i multinucli, basada en el Power ISA de codi obert i anunciada l'agost de 2020 a la conferència Hot Chips (sistemes amb CPU Power10). Disponible a partir de setembre de 2021 al servidor IBM Power10 Enterprise E1080.
El processador està dissenyat per tenir 15 nuclis disponibles, però s'inclourà un nucli de recanvi durant la fabricació per permetre problemes de rendiment de manera rendible.
Els processadors basats en Power10 seran fabricats per Samsung mitjançant un procés de 7 nm amb 18 capes de metall i 18.000 milions de transistors en una matriu de silici de 602mm².
Les principals característiques de Power10 són un rendiment més elevat per watt i una millor memòria i arquitectures d'E/S, amb un enfocament en les càrregues de treball d'intel·ligència artificial (IA).
Cada nucli Power10 s'ha duplicat en la majoria de les unitats funcionals en comparació amb el seu predecessor POWER9. El nucli és multifil de vuit vies (SMT8) i en té 48KB d'instruccions i 32KB de Memòries cau L1 de dades, a 2MB de Memòria cau L2 i una memòria intermèdia de traducció (TLB) amb 4096 entrades. Els cicles de latència a les diferents etapes de la memòria cau i TLB s'han reduït significativament. Cada nucli té vuit porcions d'execució cadascuna amb una unitat de coma flotant (FPU), unitat lògica aritmètica (ALU), predictor de branques, unitat d'emmagatzematge de càrrega i motor SIMD, que es poden alimentar instruccions de 128 bits (64+64) des de les noves instruccions de prefix/fusible de Power ISA v.3.1. Cada porció d'execució pot gestionar 20 instruccions cadascuna, amb una còpia de seguretat d'una taula d'instruccions compartida de 512 entrades i alimentada a una cua de càrrega de 128 entrades (64 d'un sol fil) i una cua de botiga de 80 entrades (40 d'un sol fil). Les millors funcions de predicció de branques han duplicat la precisió. Un nucli té quatre motors d'assistència matemàtica de matriu (MMA) per a un millor maneig del codi SIMD, especialment per a les instruccions de multiplicació de matrius on les càrregues de treball d'inferència d'IA tenen un augment del rendiment de 20 vegades.
El processador té dos "hemisferis" amb vuit nuclis cadascun, que comparteixen 64MB de memòria cau L3 per a un total de 16 nuclis i 128MB de Cachés L3. A causa de problemes de rendiment, almenys un nucli sempre està desactivat, reduint la memòria cau L3 en 8MB fins a un total útil de 15 nuclis i 120MB de memòria cau L3. Cada xip també té vuit acceleradors criptogràfics que descarreguen algorismes comuns com AES i SHA-3.